# Stolzalpe
Stolzalpe est une ancienne commune autrichienne du district de Murau en Styrie.